# Северный Каркасон
Се́верный Каркасо́н (фр. Carcassonne-Nord) — кантон во Франции, находится в регионе Лангедок — Руссильон, департамент Од. Входит в состав округа Каркасон.
Код INSEE кантона — 1108. Всего в кантон Северный Каркасон входят две коммуны, из них главной коммуной является Каркасон.

## Коммуны кантона
| Коммуна  | Население, чел. (1999) | Почтовый индекс | Код INSEE |
| -------- | ---------------------- | --------------- | --------- |
| Каркасон | 49 133                 | 11000, 11090    | 11069     |
| Пеннотье | 2 434                  | 11610           | 11279     |

Население кантона на 1999 год составляло 13 998 человек.